# Nanshan, Guangdong
Nanshan är ett stadsdistrikt i den subprovinsiella staden Shenzhen i provinsen Guangdong i sydöstra Kina. Befolkningen uppgick till 1 795 826 vid folkräkningen 2020.

## Administrativ indelning
Nanshan är indelat i åtta stadsdelsdistrikt (jiedao).
- Nanshan (南山街道)
- Nantou (南头街道)
- Shahe (沙河街道)
- Shekou (蛇口街道)
- Taoyuan (桃源街道)
- Xili (西丽街道)
- Yuehai (粤海街道)
- Zhaoshang (招商街道)